# Elektrofil
Az elektrofilek általában pozitívan töltött részecskék, melyek az elektronban gazdag centrumokhoz vonzódnak. A kémiában az elektrofil (szó szerint elektronkedvelő) olyan elektronokhoz vonzódó reagens, amely a kémiai reakcióban egy nukleofillel egy elektronpár befogadása révén kötést létesít. Mivel az elektrofilek elektront vesznek fel, ezért Lewis-savak (lásd sav-bázis elméletek). A legtöbb elektrofil vagy pozitív töltésű részecske, vagy parciális pozitív töltésű atom található benne, esetleg elektronhiányos atommal rendelkezik (melynek nincs elektronoktettje).
Az elektrofileket a nukleofilek elektronban leggazdagabb része támadja meg. Szerves kémiai szintézisekben gyakran előforduló elektrofilek a kationok, például H+ és NO+, poláris semleges molekulák, mint a HCl, alkil-halogenidek, savhalogenidek és karbonilvegyületek, polarizálható semleges molekulák, mint a Cl2 és Br2, oxidálószerek, például szerves persavak, az oktettszabálynak nem megfelelő részecskék, például karbének és gyökök, valamint egyes Lewis-savak, mint a BH3 és DIBAL.

## Szerves kémia

### Alkének
Az alkének három fő reakciója közül az egyik az elektrofil addíció.
- a hidrogénezés során a kettős kötésre hidrogén addícionál
- elektrofil addíció halogének és kénsav részvételével
- hidratálással alkoholok keletkeznek

### Halogénaddíció
Alkének és elektrofilek, többnyire halogének között játszódik le (halogénaddíció). A jellemző reakciók közé tartozik a brómos vízzel történő titrálás, mellyel meghatározható a kettős kötések száma. Például az etén és bróm reakciójában 1,2-dibrómetán keletkezik:
C2H4 + Br2 → BrCH2CH2Br
A reakció az alábbi három fő lépésben játszódik le:
1. π-komplex keletkezése
Az elektrofil Br–Br molekula az elektronban gazdag alkénnel az 1 pi-komplexet hozza létre
2. Háromtagú bromóniumion keletkezése
Az alkén elektrondonorként, a bróm elektrofilként szerepel. Két szénatom és egy brómatom létrehozza a háromtagú 2 bromóniumiont, miközben egy Br− távozik.
3. A bromidion támadása
A bromóniumion a Br− hátoldali támadása hatására felnyílik, így antiperiplanáris konfigurációjú vicinális dibromid keletkezik. Ha a rendszerben más nukleofil, például víz vagy alkohol is jelen van, akkor ezek is megtámadhatják a 2 iont, ilyenkor alkohol vagy éter is keletkezik.

A fenti folyamat neve AdE2 (bimolekulás elektrofil addíció) mechanizmus. A jód (I2), klór (Cl2), szulfenilion (RS+), higany kation (Hg2+) és diklórkarbén (:CCl2) is hasonló mechanizmus szerint reagál. Az 1 közvetlenül 3-má történő átalakulása is megjelenik, ha a reakcióközegben kellően nagy a Br− felesleg. A 3 helyett túlnyomórészt béta-bróm karbéniumion köztitermék keletkezik, ha az alkénen kationstabilizáló szubsztituensek, például fenilcsoport található. A 2 bromóniumion izolálásának példája is ismert.

### Hidrogén-halogenidek addíciója
A hidrogén-halogenidek, például a hidrogén-klorid (HCl) hidrohalogénezési reakcióban az alkénekre addícionálnak, melynek során alkil-halogenid keletkezik. A HCl és etilén reakciója klóretánt szolgáltat. A reakció egy – a fenti halogénaddíciós példában szereplőtől különböző – kationos köztiterméken keresztül játszódik le.
1. A proton (H+) (mint elektrofil) az 1 kation keletkezése közben az alkén egyik szénatomjára addícionál
2. A kloridion (Cl−) az 1 kationnal egyesülve létrehozza a 2 és 3 terméket

Így a termék sztereoszelektivitása – azaz, hogy a Cl− melyik oldalról fog támadni – az alkén típusától és a reakciókörülményektől függ. Azt, hogy a két szénatom közül melyikre támad a H+, többnyire a Markovnyikov-szabály határozza meg. Ezért a H+ azt a szénatomot támadja, amelyiken kevesebb szubsztituens található, így a stabilabb (több stabilizáló szubsztituenssel rendelkező) karbokation fog keletkezni.
A folyamat neve A-SE2 mechanizmus. A hidrogén-fluorid (HF) és a hidrogén-jodid (HI) is hasonlóan reagál az alkénekkel, és Markivnyikov-termék keletkezik. A hidrogén-bromid (HBr) is ezen az úton reagál, de esetenként egy versengő gyökös reakció is előfordulhat, ilyenkor a termék izomerek keveréke lesz.

### Hidratálás
Az egyik összetettebb hidratálási reakció kénsav katalizátor mellett játszódik le. A reakció az addícióhoz hasonlóan játszódik le, de van benne egy plusz lépés, amelyben az OSO3H csoport OH csoportra cserélődik ki, így termékként alkohol keletkezik:
C2H4 + H2O → C2H5OH
Amint látható, a H2SO4 részt vesz a reakcióban, de annak során nem változik meg, ezért katalizátornak tekinthető.
A reakció részletesebben így néz ki:
1. A H−OSO3H molekula H atomján parciális pozitív töltés található. Ez a kettős kötéshez vonzza a H+, amely a fentivel egyező módon reagál is az alkénnel.
2. A hátramaradt (negatív töltésű) −OSO3H ion a karbokationhoz kapcsolódik: etil-hidrogénszulfát keletkezik (a fenti reakciósémán a felső sor).
3. Víz (H2O) hozzáadásával, melegítés hatására etanol (C2H5OH) keletkezik. A víz „szabad” hidrogénatomja „helyettesíti” a kénsav „elvesztett” hidrogénjét, így visszakapjuk a kénsavat. Másik reakcióút is elképzelhető, melynek során a vízmolekula közvetlenül kapcsolódik a karbokation köztitermékhez (alsó sor). Ha kénsav vizes oldatát használják, ez az út válik meghatározóvá.

Mindent összevetve a folyamat során az eténre egy vízmolekula addícionál.
Ez a reakció ipari szempontból jelentős, mivel etanolt termel, mely üzemanyagként és más vegyületek kiindulási anyagaként használható fel.

## Elektrofilitási skála
| Elektrofilitási index                              |      |
| Fluor                                              | 3,86 |
| Klór                                               | 3,67 |
| Bróm                                               | 3,40 |
| Jód                                                | 3,09 |
| Hipoklorit                                         | 2,52 |
| Kén-dioxid                                         | 2,01 |
| Szén-diszulfid                                     | 1,64 |
| Benzol                                             | 1,45 |
| Nátrium                                            | 0,88 |
| Néhány jellemző érték (dimenzió nélküli mennyiség) |      |

Számos módszer létezik, mellyel az elektrofilek reaktivitási sorát meg lehet adni, ezek közül az egyik a Robert Parr által kidolgozott ω elektrofilitási index:
{\displaystyle \omega ={\frac {\chi ^{2}}{2\eta }}\,}
ahol {\displaystyle \chi \,} az elektronegativitás és {\displaystyle \eta \,} a „kémiai keménység”. Ez az egyenlet hasonlít az elektromos teljesítmény klasszikus egyenletére:
{\displaystyle P={\frac {V^{2}}{R}}\,}
ahol {\displaystyle R\,} az elektromos ellenállás (Ohm vagy Ω) és {\displaystyle V\,} a feszültség. Ebben az értelemben az elektrofilitási index egyfajta elektromos teljesítmény. Kapcsolatot találtak a különböző kémiai vegyületek elektrofilitása és a biokémiai rendszerekben mért reakciósebesség között, de az elektrofilitás kapcsolatban van olyan jelenségekkel is, mint például a kontakt dermatitisz allergia.
Szabad gyököknek is létezik elektrofilitási indexük. Erősen elektrofil gyökök, mint például a halogének elektronban gazdag helyekkel lépnek reakcióba, míg az erősen nukleofil gyökök, például a 2-hidroxipropil-2-il és terc-butil gyökök inkább elektronban szegény centrumokkal reagálnak.

## Szuperelektrofilek
Szuperelektrofileknek azokat a kationos elektrofil reagenseket nevezzük, melyek reakciókészsége szupersavak jelenlétében nagy mértékben megnő. Ezeket a vegyületeket elsőként Oláh György írta le. A kétszeresen elektronhiányos szuperelektrofilek kationos elektrofilek protoszolvatációja révén keletkeznek. Oláh megfigyelte, hogy az ecetsav és a bór-trifluorid keveréke hidrogén-fluoriddal elegyítve – a BF3 és HF-ból képződő szupersav révén – képes az izobutánról hidridiont eltávolítani. A reakcióért felelős köztitermék a CH3CO2H3 dikation. Hasonlóan a metán nitrónium-tetrafluoroboráttal (NO+2BF−4) nitrometánná történő nitrálása is csak erős sav, például fluor-kénsav jelenlétében megy végbe.

## Fordítás
Ez a szócikk részben vagy egészben  az   Electrophile című angol Wikipédia-szócikk ezen változatának fordításán alapul.  Az eredeti cikk szerkesztőit annak laptörténete sorolja fel. Ez a jelzés csupán a megfogalmazás eredetét és a szerzői jogokat jelzi, nem szolgál a cikkben szereplő információk forrásmegjelöléseként.